# 姫神社
姫神社（ひめじんじゃ）は、長崎県南松浦郡新上五島町相河郷（あいこごう）に鎮座する神社である。

## 祭神
田意比売命（たごりひめのみこと）を主祭神に祀る。

### 境内社

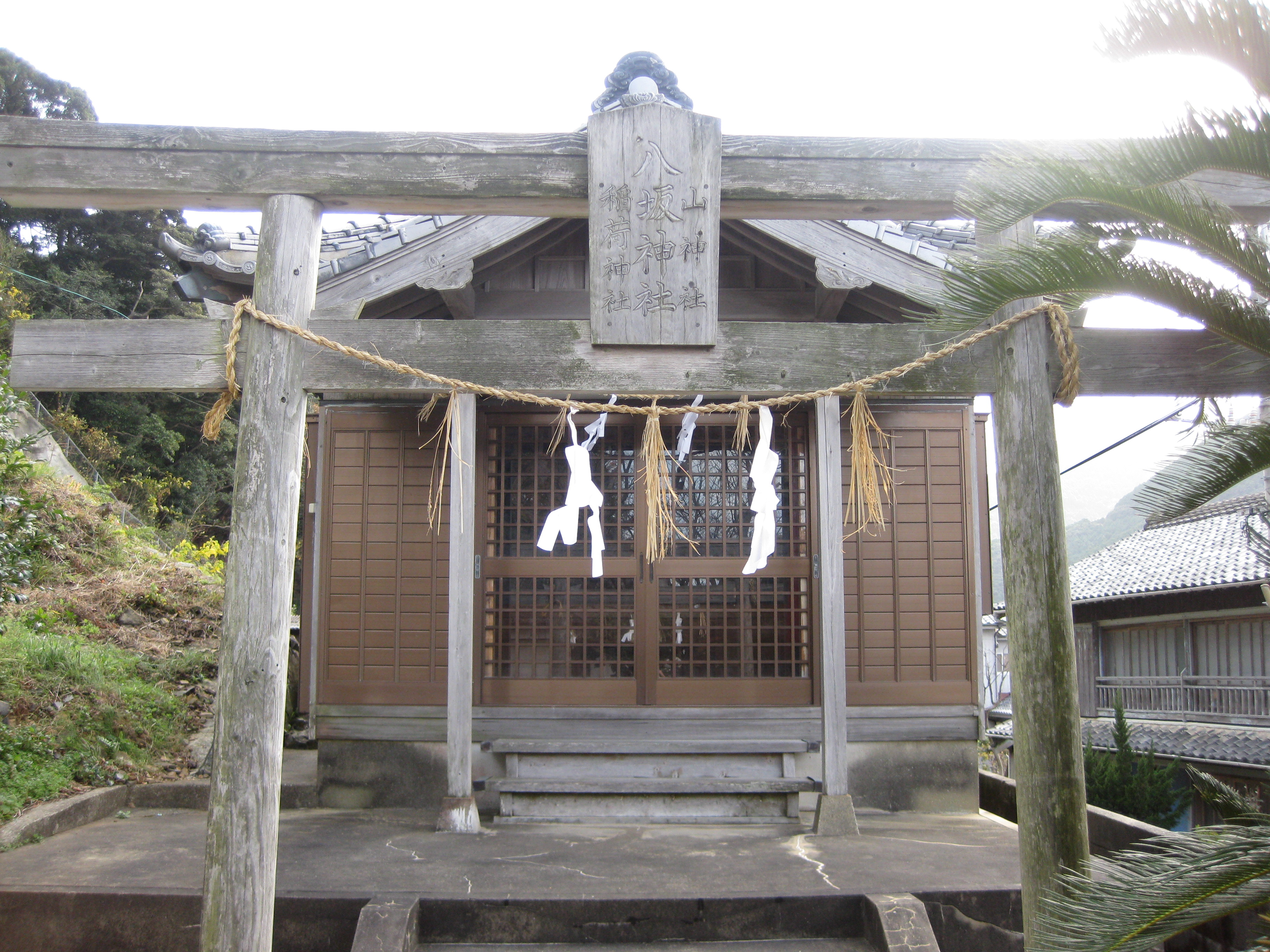
境内社

- 八坂神社
- 山神社
- 稲荷神社

## 歴史

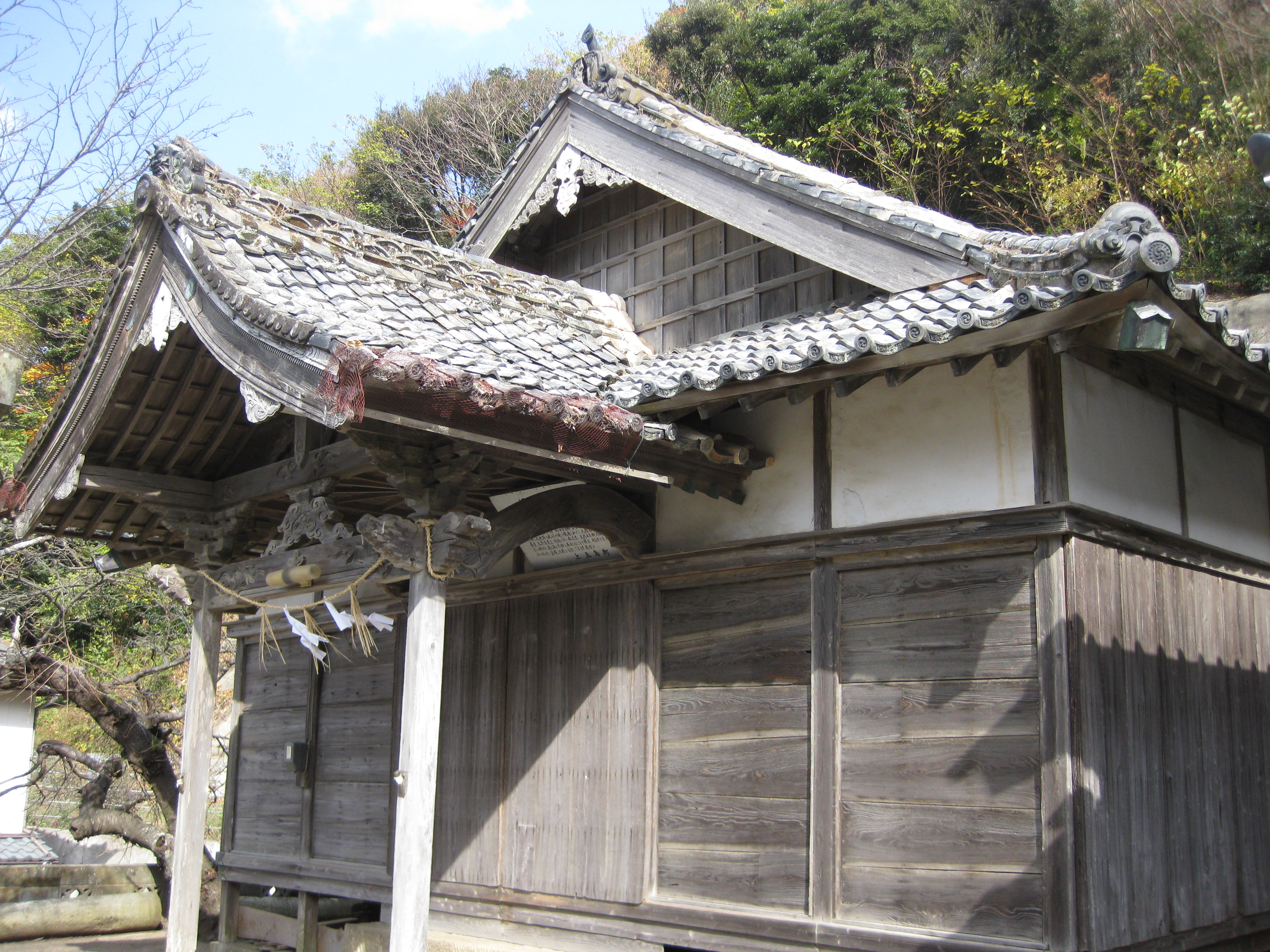
社殿

創建年代は不詳。当初は隣接する青方郷赤崎に鎮座していた。往古、青方港は遣唐使船の風待ち港として利用されており、一行は航海の安全を当社に祈願し、その際に銅鏡・太刀を奉納したと伝えられている。
天保4年（1833年）に相河郷の氏神として奉祀したいと申し出があり、同6年（1835年）に現在地に宝殿・拝殿を造営し、同7年（1836年）3月に遷宮祭を行った。嘉永2年（1849年）に悪疫除退のために八坂神社を勧請。明治4年（1871年）、無格社となり、同44年（1911年）に郷内・山神社を合祀した。

## 祭祀
祇園祭、11月24、25日の例祭には上五島神楽が奉納される。上五島神楽は国の選択無形民俗文化財に選択された五島神楽に含まれ、長崎県無形民俗文化財に単独で指定された。
主な祭礼・神事
- 祇園祭（7月15日）
- 例大祭（10月29、30日）

## その他の神社
その他の相河郷の神社に山神社がある。
また隣接する青方郷に青方神社が、三日ノ浦郷に 金刀比羅神社がある。

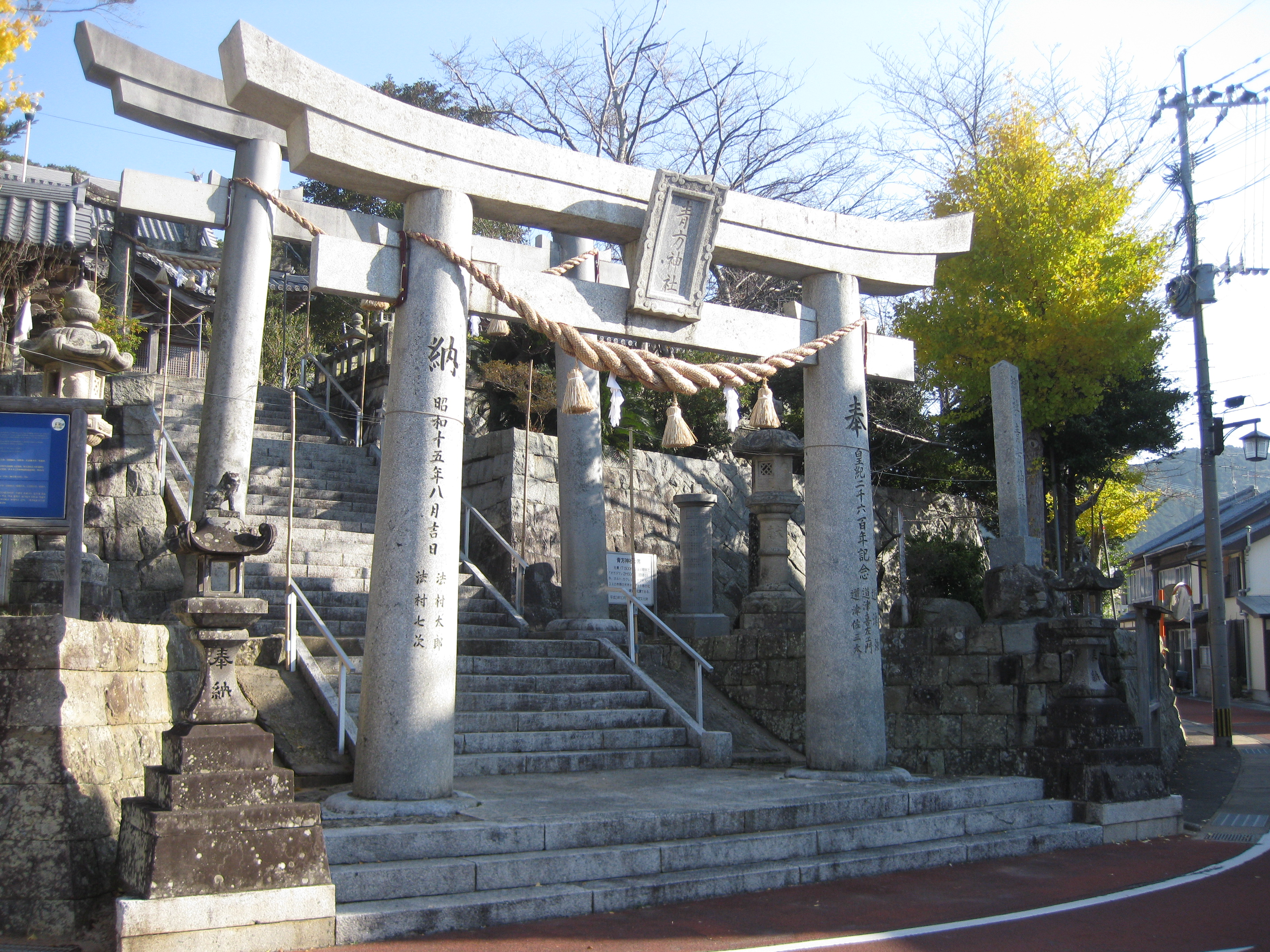
青方神社（青方郷）
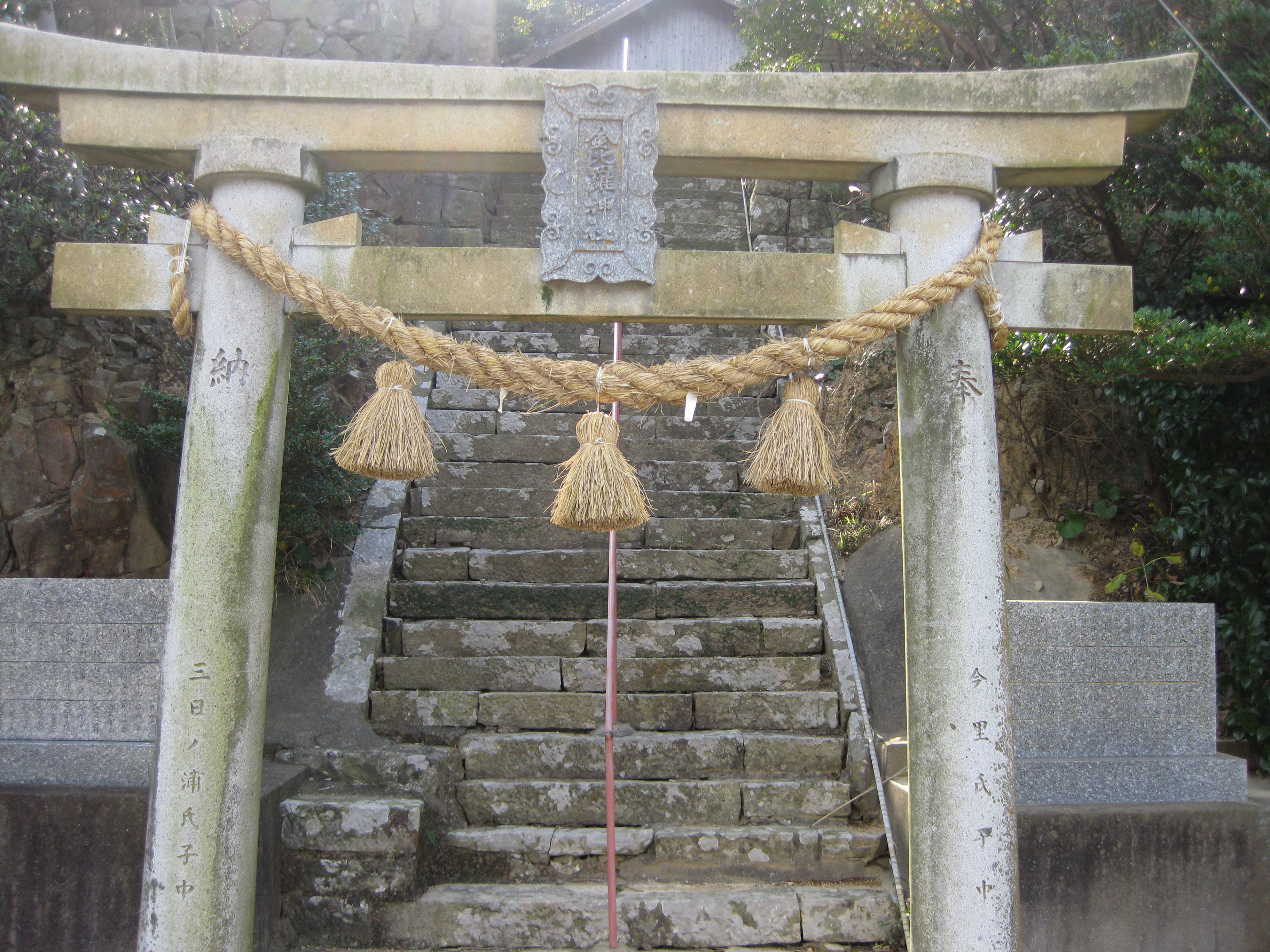
金刀比羅神社（三日ノ浦郷）